# Staphylococcus aureus resistente alla vancomicina
VRSA, sigla della locuzione inglese Vancomycin-Resistant Staphylococcus Aureus, indica ceppi di stafilococco aureo resistenti alla vancomicina, un antibatterico indicato per molti tipi di infezioni. Si osserva dunque un batterio resistente alle normali cure mediche.
La VRSA è stata identificata nel 1997 in Giappone.
Oltre ai VRSA esistono anche i VISA (stafilococchi con resistenza intermedia alla vancomicina), e i GRSA e GISA, resistenti ai glicopeptidi o con resistenza intermedia.